# 아크람 아피프
아크람 하산 아피프 야히아 아피프 알야페이(아랍어: اكرم حسن عفيف يحيى عفيف اليافعي, Akram Hassan Afif Yahya Afif Al-Yafei, 1996년 11월 18일 ~ )는 카타르의 축구 선수이다. 현재 카타르 스타스 리그의 알사드에서 활약하고 있다.

## 선수 경력

### 클럽
2009년부터 2015년까지 어스파이어 아카데미 소속으로 활약했으며 2015년부터 2016년까지 벨기에의 KAS 오이펜 소속으로 활약했다. 2016년에는 스페인의 비야레알 CF로 이적했다.

### 국가대표
2014년 AFC U-19 축구 선수권 대회에서 카타르의 우승을 이끌었으며 2015년 9월에 카타르 축구 국가대표팀 선수로 발탁되었다. 2019년 AFC 아시안컵에서는 7경기에서 도움 11개를 기록하여 카타르의 AFC 아시안컵 우승에 공헌했다.

## 사생활
아크람 아피프는 카타르 도하 출신이다. 그의 아버지인 하산 아피프는 탄자니아 모시에서 태어난 소말리아의 축구 선수이고 그의 어머니인 파이자 아피프는 예멘 출신이다. 그의 형인 알리 아피프 또한 축구 선수로 활약했다.

## 논란
2017년 6월 13일 대한민국과 카타르의 공식 2018 러시아 월드컵 아시아 최종 예선에서 손흥민과 모함메드 무사 볼 경합 과정에서 넘어지면서 교체되었다. 후반 6분에는 아크람 아피프가 추가골을 넣어 대한민국의 손흥민 선수의 왼쪽 팔에 부상을 조롱하여 거수 경례를 하는 뒤풀이를 한 것에서 논란을 불러일으켰다.

## 수상

#### 알 사드 SC
- 카타르 스타스 리그 : 2018–19, 2020–21, 2021–22
- 에미르 컵 : 2020, 2021
- 카타르 컵 : 2020, 2021
- 세이크 자심 컵 : 2019
- 카타리 스타스 컵 : 2019-20

#### 카타르 축구 국가대표팀
- AFC 아시안컵 : 2019, 2023

### 개인
- 카타르 리그 득점왕 : 2019–20
- 카타르 리그 도움왕 : 2018–19, 2019–20
- 카타르 리그 올해의 팀 : 2018–19, 2019–20
- 카타르 리그 올해의 선수 : 2018–19, 2019–20
- FIFA 아랍컵 브론즈볼 : 2021
- FIFA 아랍컵 대회 베스트 : 2021
- CONCACAF 골드컵 대회 베스트 : 2021
- AFC 아시안컵 득점왕 : 2023
- AFC 아시안컵 대회 MVP : 2023
- AFC 아시안컵 대회 베스트 : 2019, 2023
- 아시아 올해의 선수 : 2019

## 같이 보기
- A매치 100경기 이상 출전한 축구 선수 명단